# Proterra Catalyst E2
Proterra Catalyst E2 je električni autobus kojeg proizvodi američki proizvođač Proterra. Predstavljen je 12. rujna 2016. godine na godišnjem skupu Američke udruge za javni prijevoz (APTA) u Los Angelesu. Na tržištu se očekuje iduće godine. Ovaj autobus je pogonjen isključivo električnom energijom iz baterija, što znači da ne proizvodi nikakve štetne emisije. Iz Proterre kažu kako je autobus konstruiran za 20 godina cestovne uporabe.
Catalyst E2 ima više izvedba koje se razlikuju po dimenzijama i po kapacitetu baterije. Prva manja izvedba je dugačka 11,25 metara, ima masu od 13 tona te 25 sjedećih mjesta. Ukupan kapacitet baterija je 440 kWh. Druga veća verzija je dugačka 13,95 metara, te kapaciteta baterija od 440, 550 i 660 kWh. Masa je zavisna o konfiguraciji baterija te iznosi od 13,5 do 15 tona. Broj sjedećih mjesta za ove duže izvedbe je 40. Maksimalna brzina svih izvedba je 105 km/h, a ubrzanje od 0-32 km/h je 6,8 sekunda, također jednako za sve izvedbe. Iako performanse nisu spektakularne, za javni prijevoz su zadovoljavajuće. Vanjski izgled svih Proterrinih autobusa Catalyst serije je sličan, te je prikazan na slici.

## Karoserija
| Proizvođač           | Proterra         | Proterra         | Proterra         | Proterra         |
| -------------------- | ---------------- | ---------------- | ---------------- | ---------------- |
| Model                | Catalyst E2      | Catalyst E2      | Catalyst E2      | Catalyst E2      |
| Vrsta pogona         | Električni motor | Električni motor | Električni motor | Električni motor |
| Dužina               | 11,25 m          | 13,95 m          | 13,95 m          | 13,95 m          |
| Visina               | 3,5 m            | 3,4 m            | 3,4 m            | 3,4 m            |
| Broj sjedećih mjesta | 28               | 40               | 40               | 40               |
| Težina               | 13 t             | 13,5 t           | 14,3 t           | 15 t             |
| Kapacitet baterije   | 440 kWh          | 440 kWh          | 550 kWh          | 660 kWh          |
| Trajanje punjenja    | 3 sati           | 3 sati           | 4 sati           | 5 sati           |
| Maksimalna brzina    | 105 km/h         | 105 km/h         | 105 km/h         | 105 km/h         |
| Ubrzanje 0-32 km/h   | 6,8 s            | 6,8 s            | 6,8 s            | 6,8 s            |

Karoserija je napravljena od karbonskim vlaknima ojačanim polimerom (CFRP). Zahvaljujući tome E2 teži "samo" 15 tona. Catalyst E2 po tome slijedi u stopu još jedan Proterrin električni autobus Catalyst XR. CFRP je korišten na brojnim djelovima oba autobusa gdje je potreban visok omjer čvrstoće u odnosu na masu. 

## Baterija
Baterija ima kapacitet od 440 do 660 kWh, zavisno o konfiguraciji baterije te verziji autobusa. Usporedbe radi, osobni električni automobili Chevrolet Bolt ima bateriju od 60 kWh, a najveći Teslin Model S ima bateriju od 100 kWh. Zbog toga Catalyst E2 ima impresivan domet od 310 do 560 kilometara u jednom punjenju, zavisno o bateriji. Punjenje traje od 3 do 5 sati. E2 također ima sustav regenerativnog kočenja, sličan onome iz Toyote Prius, koji vraća 92% kinetičke energije autobusa.

### Domet
Na osnovi dometa svog novog električnog autobusa, iz Proterre tvrde kako je Catalyst E2 sposoban zadovoljiti kilometražu skoro pa svake američke rute javnog prijevoza na dnevnoj bazi. Ali u pravim uvjetima domet je puno veći. Iako je nazivni domet od 310 do 560 km u jednom punjenju, u kolovozu 2016. na Michelinovoj testnoj stazi Laurens u Južnoj Dakoti Catalyst E2 je zabilježio 965 km u jednom punjenju pod testnim uvjetima.

### Punjenje
Kod električnih vozila glavna zapreke su vrijeme punjenja, te infrastruktura punjenja. Pošto javni prijevoz koristi uvijek unaprijed predodređene rute, potrebno je manje stanica za punjenje. Također, vozila su uglavnom parkirana noću, stoga duga punjenja, već spomenutih 3 do 5 sati, nisu veliki problem. Punjenje se vrši preko standardnog J1772 CCS priključka.

## Kratka povijestProterrinihproizvoda
- 2004. Dale Hill osnovao Proterru u Golden, Colorado
- 2008. EcoRide, prvi Proterrin autobus
- 2013. Catalyst FC
- 2015. Catalyst XR
- 2016. Catalyst E2

## Vanjske poveznice
- Proterra